# Gante-Wevelgem 1988
La Gante-Wevelgem 1988 fue la 50.ª edición de la carrera ciclista Gante-Wevelgem y se disputó el 20 de abril de 1988 sobre una distancia de 275 km.  
El vencedor fue el irlandés Sean Kelly (KAS|) se impuso en la prueba. El italiano Gianni Bugno y el norteamericano Ron Kiefel fueron segundo y tercero respectivamente.

## Clasificación final
| Posición | Ciclista           | Equipo       | Tiempo   |
| -------- | ------------------ | ------------ | -------- |
| 1        | Sean Kelly         | KAS          | 7h20'00" |
| 2        | Gianni Bugno       | Château d'Ax | s.t.     |
| 3        | Ron Kiefel         | 7-Eleven     | s.t.     |
| 4        | Ludo Peeters       | Superconfex  | s.t.     |
| 5        | Claude Criquielion | Hitachi      | s.t.     |
| 6        | Steve Bauer        | Weinmann     | a 25"    |
| 7        | Alfons De Wolf     | ADR          | s.t.     |
| 8        | Rudy Dhaenens      | PMD          | s.t.     |
| 9        | Søren Lilholt      | Sigma        | s.t.     |
| 10       | Eddy Planckaert    | ADR          | a 1'36"  |